# Slöinge
Slöinge – miejscowość (tätort) w Szwecji, w regionie administracyjnym (län) Halland, w gminie Falkenberg.
Według danych Szwedzkiego Urzędu Statystycznego liczba ludności wyniosła: 991 (31 grudnia 2015), 1030 (31 grudnia 2018) i 1074 (31 grudnia 2019).